# ميهالي ناغي
ميهالي ناغي (بالمجرية: Nagy Mihály) هو لاعب كرة قدم مجري، ولد في 20 يونيو 1992 في Siklós ‏ في المجر.